# Epamera mimosae
Epamera mimosae är en fjärilsart som beskrevs av Henry Trimen 1874. Epamera mimosae ingår i släktet Epamera och familjen juvelvingar. Inga underarter finns listade i Catalogue of Life.